# زاوية وينبرغ

زاوية وينبرغ θ W، والعلاقة بين أدوات التوصيل g, g ′ و e = g sin θW. مقتبس من لي (1981).

زاوية الخلط الضعيفة أو زاوية وينبرغ هي معلمة في نظرية وينبرغ - سلام للتفاعل الكهروضعيف، وهي جزء من النموذج القياسي لفيزياء الجسيمات.